# Aníbal Arias
Aníbal Arias (Villa Devoto, Buenos Aires, Argentina, 20 de julio de 1922-Buenos Aires, Argentina, 3 de octubre de 2010) fue un destacado guitarrista de la historia del tango.

## Biografía
Hijo de un cantor y guitarrista, debutó tempranamente en el conjunto infantil Los Catamarqueñitos. Pedro Ramírez Sánchez fue su maestro.
Por épocas alternó la actividad musical con los oficios de técnico en televisores y taxista.
Tras algunas experiencias juveniles como concertista clásico, en el jazz y en el folklore, se asentó definitivamente en el tango.
Acompañó a Libertad Lamarque, Rosita Quiroga, Roberto Goyeneche, Julio Sosa, Azucena Maizani, Edmundo Rivero, durante largo tiempo a Héctor Mauré y a Susana Rinaldi, entre otras voces célebres.
En 1969 fue convocado por Aníbal Troilo para integrar su cuarteto, del que formó parte hasta la muerte del bandoneonista, en 1975.
Desde 1980 fue solista de la Orquesta del Tango de Buenos Aires, que codirigen Carlos García y Raúl Garello. Paralelamente, integró con el bandoneonista Osvaldo Marinero Montes un notable dúo con repertorio de clásicos del género, con el que grabó dos discos de antología: Juntos por el tango (1997) y Bien tanguero (2007).
Con distintas formaciones viajó a Europa y repetidamente a Japón.
Participó asimismo de la producción Café de los maestros, producida por Gustavo Santaolalla y Gustavo Mozzi.
Como solista, grabó su CD La guitarra romántica del tango.
En 2005 recibió el Premio Konex  - Diploma al Mérito como uno de los 5 mejores instrumentistas de tango de la década en Argentina.
Conocedor también de la música clásica, el jazz y el folklore argentino, realizó en 2006 un entrañable registro del álbum Querido Chamamé junto al recordado bandoneonista Antonio Príncipe.
A su trayectoria como intérprete se suma una extensa actividad como docente, que en las últimas décadas alentó desde las aulas el desarrollo de una nueva generación de músicos populares.
Fue fundador de la Escuela de Música Popular de Avellaneda, participó en numerosos ámbitos de enseñanza y tuvo un rol clave en la transmisión de los estilos históricos a jóvenes intérpretes.
Sus restos mortales descansan en el Cementerio de la Chacarita.